# جيمس موريسون (سياسي)
جيمس موريسون (بالإنجليزية: James Morrison)‏ هو سياسي بريطاني (وحمل سابقاً جنسية المملكة المتحدة لبريطانيا العظمى وأيرلندا)، ولد في 18 سبتمبر 1873، وتوفي في 27 أكتوبر 1934. حزبياً، نشط في حزب المحافظين.

## مناصب
- في الانتخابات الفرعية في مجلس العموم البريطاني [الإنجليزية]‏، انتخب عضو برلمان المملكة المتحدة الـ26 عن دائرة Wilton (UK Parliament constituency) [الإنجليزية]‏.
- في الانتخابات العمومية البريطانية 1900 [الإنجليزية]‏، انتخب عضو برلمان المملكة المتحدة الـ27 عن دائرة Wilton (UK Parliament constituency) [الإنجليزية]‏ ( – 8 يناير 1906).
- في الانتخابات العمومية البريطانية في يناير 1910 [الإنجليزية]‏، انتخب عضو برلمان المملكة المتحدة الـ29 عن دائرة Nottingham East ‏ (15 يناير 1910 – 28 نوفمبر 1910).
- في الانتخابات العمومية البريطانية في ديسمبر 1910 [الإنجليزية]‏، انتخب عضو برلمان المملكة المتحدة الـ30 عن دائرة Nottingham East ‏ (3 ديسمبر 1910 – 10 أبريل 1912).